# Samolot szkolno-treningowy

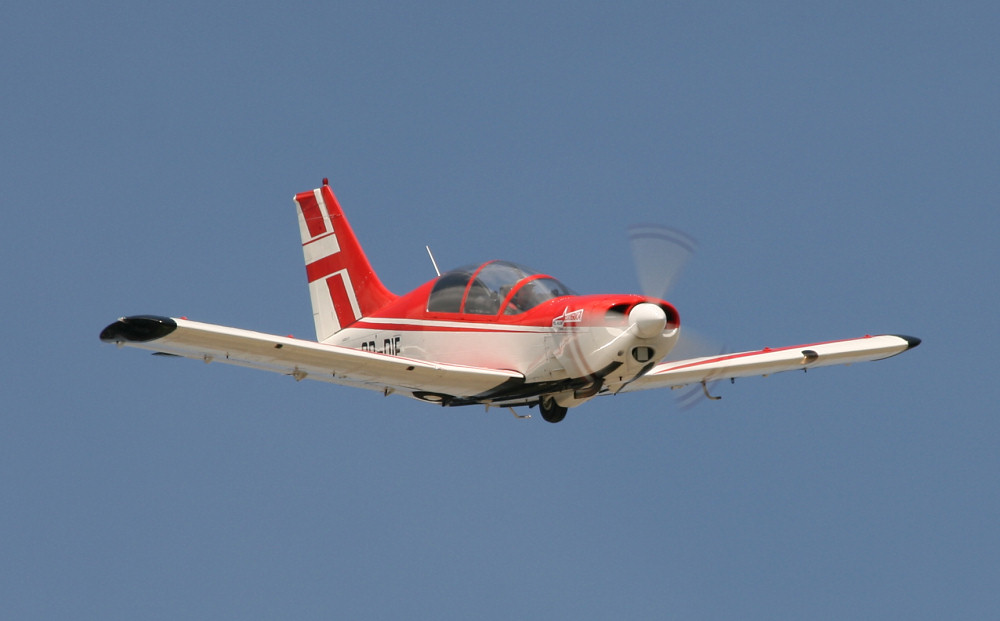
Samolot szkolno-treningowy PZL M26 Iskierka

Samolot szkolno-treningowy – samolot wykorzystywany do szkolenia pilotów i rozwijania ich umiejętności pilotażu, nawigacji. Najczęściej są to samoloty służące do szkolenia podstawowego w zakresie pilotażu.

## Charakterystyka
Siły zbrojne państw posiadających siły powietrzne poszukiwały rozwiązania umożliwiającego ekonomiczne szkolenie pilotów. Miał to być pierwszy etap zaawansowanego szkolenia lotniczego przed etapem lotów na samolotach odrzutowych. Uznano, że optymalnym rozwiązaniem jest samolot o napędzie turbośmigłowym, pozwalającym na wyćwiczenie nawyków pilota-ucznia w sposób zbliżony do charakteru lotu na samolocie o napędzie odrzutowym.
Samolotami szkolno-treningowymi są zazwyczaj lekkie dwumiejscowe samoloty z miejscem dla pilota i instruktora.

## Przykładowe samoloty szkolno-treningowe
- PZL TS-11 Iskra
- PZL M26 Iskierka
- Cessna 152
- Jak-18
- UT-2